# Liste der Kulturgüter in Freienwil
Die Liste der Kulturgüter in Freienwil enthält alle Objekte in der Gemeinde Freienwil im Kanton Aargau, die gemäss der Haager Konvention zum Schutz von Kulturgut bei bewaffneten Konflikten, dem Bundesgesetz vom 20. Juni 2014 über den Schutz der Kulturgüter bei bewaffneten Konflikten sowie der Verordnung vom 29. Oktober 2014 über den Schutz der Kulturgüter bei bewaffneten Konflikten unter Schutz stehen.
Es sind weder A-Objekte noch B-Objekte auf dem Gemeindegebiet ausgewiesen, Objekte der Kategorie C fehlen zurzeit (Stand: 1. Januar 2023). Unter übrige Baudenkmäler sind geschützte Objekte zu finden, die in der Bau- und Nutzungsordnung der Gemeinde verzeichnet sind.

## Übrige Baudenkmäler
| ID | Foto |                 | Objekt                 | Typ | Standort                      | Beschreibung |
| -- | ---- | --------------- | ---------------------- | --- | ----------------------------- | ------------ |
|    |      | Datei hochladen | Grotte Längacker       | K   | Koordinaten fehlen! Hilf mit. |              |
|    |      | Datei hochladen | Wegkreuz Hölzli        | K   | Koordinaten fehlen! Hilf mit. |              |
|    |      | Datei hochladen | Wegkreuz Kaltenbrunnen | K   | Koordinaten fehlen! Hilf mit. |              |
|    |      | Datei hochladen | Wegkreuz Maas          | K   | Koordinaten fehlen! Hilf mit. |              |
|    |      | Datei hochladen | Wegkreuz Rank          | K   | Koordinaten fehlen! Hilf mit. |              |
|    |      | Datei hochladen | Wegkreuz Rohr          | K   | Koordinaten fehlen! Hilf mit. |              |
|    |      | Datei hochladen | Wegkreuz Stiegere      | K   | Koordinaten fehlen! Hilf mit. |              |

Hinweis zur Legende: Anstelle der KGS-Nummer wird als Objekt-Identifikator (ID) die Inventarnummer in der Bau- und Nutzungsordnung verwendet.